# Guerra di Granada

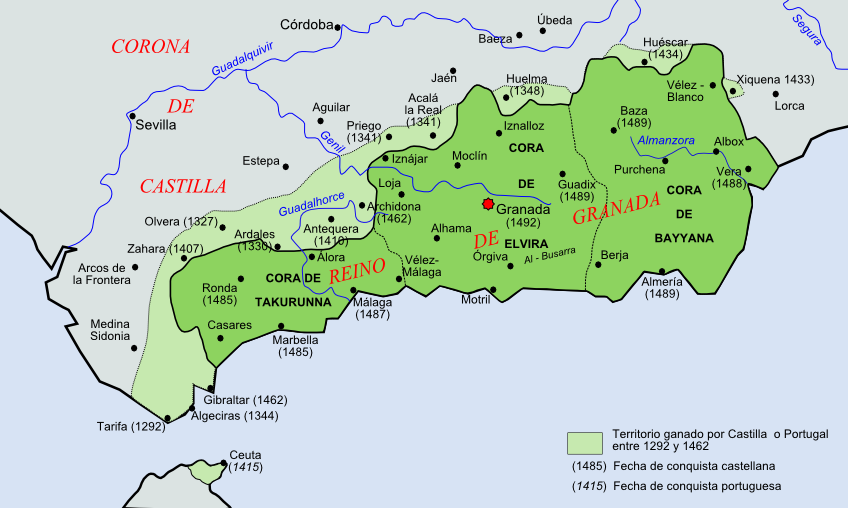
Territorio del regno nasride durante il XV secolo. In verde chiaro, i territori conquistati dai regni cristiani dal XIII secolo includono Ceuta, sulla costa africana.

La guerra di Granada è il nome con il quale si conosce l'insieme delle campagne militari che condotte negli anni tra il 1482 ed il 1492, durante il regno dei Re Cattolici, Ferdinando II di Aragona e Isabella di Castiglia, all'interno del Sultanato di Granada retto dalla dinastia dei Nasridi, che culminò con la resa negoziata del sultano di Granada, Boabdil.
La guerra non costituì uno sforzo continuo, ma le operazioni belliche venivano sospese all'inizio della stagione invernale per essere riprese in primavera. Mentre da parte cristiana vi fu una capacità di integrazione delle varie forze, soprattutto castigliane, che combatterono la guerra, da parte musulmana, invece vi furono delle divisioni che furono abilmente sfruttate dai Re Cattolici.
L'entrata ufficiale dei Re Cattolici nel palazzo fortezza dell'Alhambra, il 2 gennaio 1492, viene commemorato ancora oggi dalle autorità comunali della città di Granada.
La notizia della caduta di Granada fu celebrata e festeggiata in tutta Europa, a Roma ci fu una processione con tutto il collegio cardinalizio, a Napoli furono rappresentate delle commedie allegoriche, a Londra furono recitate poesie in onore dei Re Cattolici.
Nel 1496, il papa valenciano Alessandro VI concesse al re ed alla regina il titolo di "Cattolici", titolo che riconosceva la Spagna come la massima potenza religiosa del continente.

## Fine della Reconquista ed inizio dell'Impero

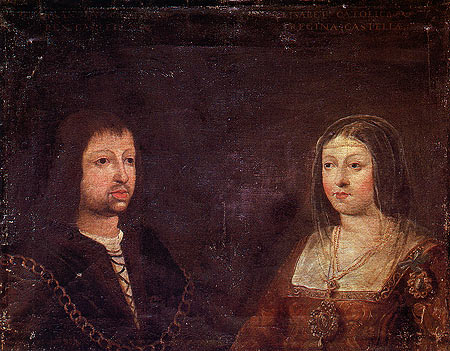
I Re Cattolici.

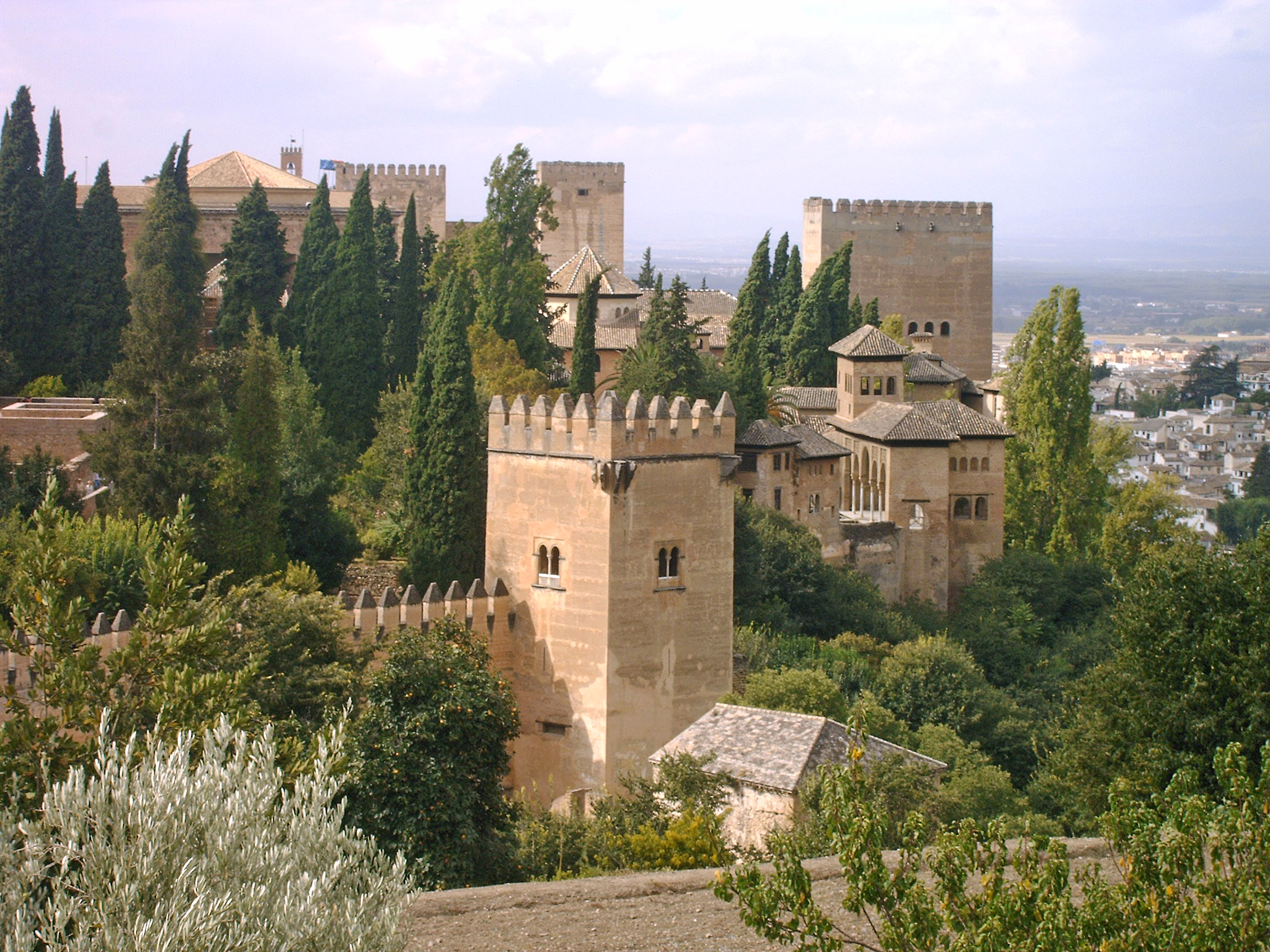
La Alhambra.

Anche se non mancarono operazioni militari importanti, esse furono sempre limitate nei tempi e nell'estensione territoriale, come la conquista di Antequera (1410), che fruttò la nomina di Ferdinando di Trastamara a re d'Aragona al compromesso di Caspe (1412); o la battaglia di Higuera, (1431), durante il regno di Giovanni II di Castiglia, che servì al Connestabile di Castiglia, Álvaro de Luna, a ricompattare il partito realista e esiliare gli infanti di Aragona, ora invece iniziò un'azione che con la conquista di Granada, la scoperta dell'America e la successiva conquista del regno di Navarra portò all'unificazione di quattro dei cinque regni della penisola e all'inizio della conquista dell'impero.

### L'esercito castigliano
In questa guerra fu sperimentata una nuova formazione militare mista di artiglieria e fanteria, dotata di armamento combinato (picca, spingarda e più tardi archibugio ecc..), con minore utilizzazione della cavalleria rispetto alla guerra medioevale, con soldati mercenari e con contingenti non combattenti che si dedicavano alla raccolta o alla distruzione di generi alimentari per debilitare l'economia nemica. Questa innovativa unità militare fu poi conosciuta come tercio. Dopo pochi anni il tercio fu utilizzato con buon esito nelle Guerre Italiane del Rinascimento, sotto il comando di un ottimo comandante andaluso: Gonzalo Fernández de Córdoba (il Gran Capitán).
La guerra fu quasi completamente terrestre; la flotta castigliana e aragonese ebbero solo una funzione di blocco per evitare l'arrivo di eventuali aiuti al regno di Granada da parte dei correligionari della costa nordafricana, che però non cercarono mai di intervenire seriamente.

### I sultani nasridi
La guerra sfruttò il fatto che, mentre i regni cristiani erano pacificati, il regno di Granada affrontava la crisi dinastica degli ultimi sultani nasridi (abitualmente chiamati "re" dalle fonti cristiane); vi fu una lotta di potere fra tre di questi re, imparentati tra loro (tra parentesi si indicano i periodi di governo effettivo):
- Abu l-Hasan 'Ali (1464-1482, 1483-1485).
- Abū ‘Abd Allāh Muhammad XII detto «Boabdil» o el Chico (1482-1483 e 1486-1492), figlio del precedente.
- Muhammad XIII ibn Sa‘d (al-Zaghal "Il Coraggioso") (1485-1486), (partito per il Maghreb nel 1491, dove fu incarcerato e accecato), fratello del primo e zio del secondo.

### Inizio della guerra

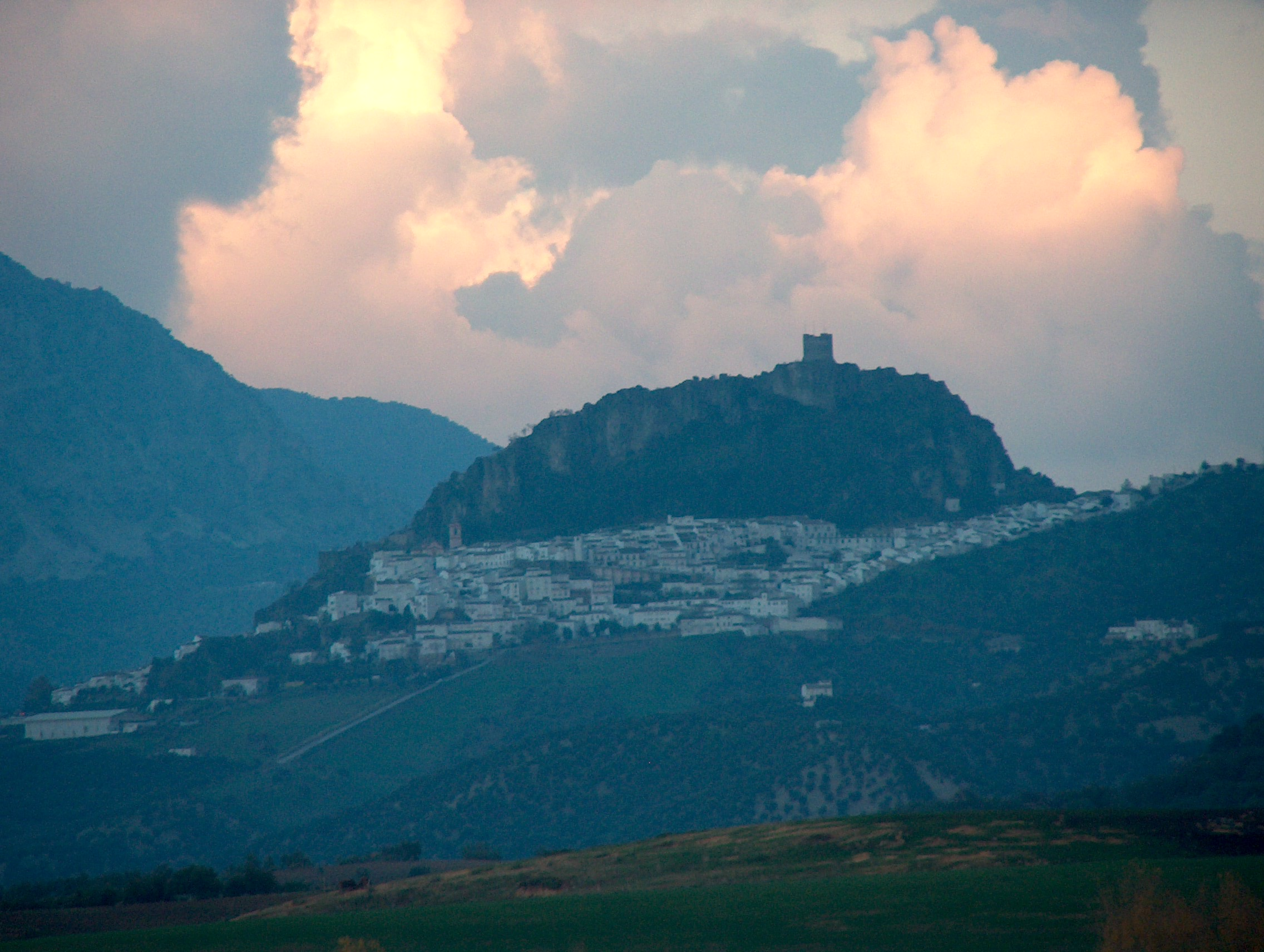
Zahara, nell'attuale Provincia di Cadice.

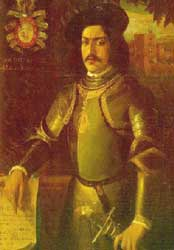
Hernán Pérez del Pulgar, che fu alla conquista di Alhama de Granada e partecipò alla guerra sino alla resa di Granada.

Dopo che Abū l-Hasan ‘Alī (Muley Hacen), era arrivato al potere non riconobbe il vassallaggio nei confronti della Castiglia, anzi, a sorpresa, nel 1481, conquistò il castello di Zahara. Le forze castigliane reagirano immediatamente e il 26 febbraio 1482, occuparono Alhama de Granada, una cittadina a circa trenta chilometri da Granada, la cui perdita venne ricordata con dolore in una celebre ballata moresca dell'epoca.
La guerra era cominciata e durò circa dieci anni.

#### Primo anno di guerra e cattura di Boabdil di Granada
Nel corso del primo anno, la guerra fu sfavorevole alle forze castigliane, infatti Ferdinando fu sconfitto a Loja, città ad ovest di Granada, a cui aveva messo l'assedio, e inseguito dalle forze musulmane sino a Cordova (luglio 1482). Nella primavera del 1483 attaccò a sud ma non riuscì a prendere né Malaga né Vélez-Málaga, ma mentre Ferdinando veniva sconfitto, nel mese di aprile un contingente musulmano comandato da Boabdil di Granada, figlio del sultano di Granada, che aveva spodestato il padre, mise l'assedio a Lucena, a sud di Cordova, dove un comando spagnolo, al comando di Diego Fernández de Córdoba y Carrillo de Albornoz, conte di Cabra, il 23 aprile 1483, penetrò nel campo dei Mori e fece prigioniero Boabdil.
A questo punto intervenne l'abilità diplomatica dei Re Cattolici e dei loro consiglieri, il marchese di Cadice ed il conte di Cabra.
Dato che nel regno di Granada era in corso una guerra civile tra il padre (Muley Hacen) e lo zio (al-Zaghal) contro i seguaci di Boabdil per il controllo del sultanato, i Re Cattolici permisero a Boabdil di poter riacquistare la libertà a patto che aiutasse le truppe castigliane nella guerra contro i territori controllati dal padre e dallo zio.

#### Conquiste castigliane

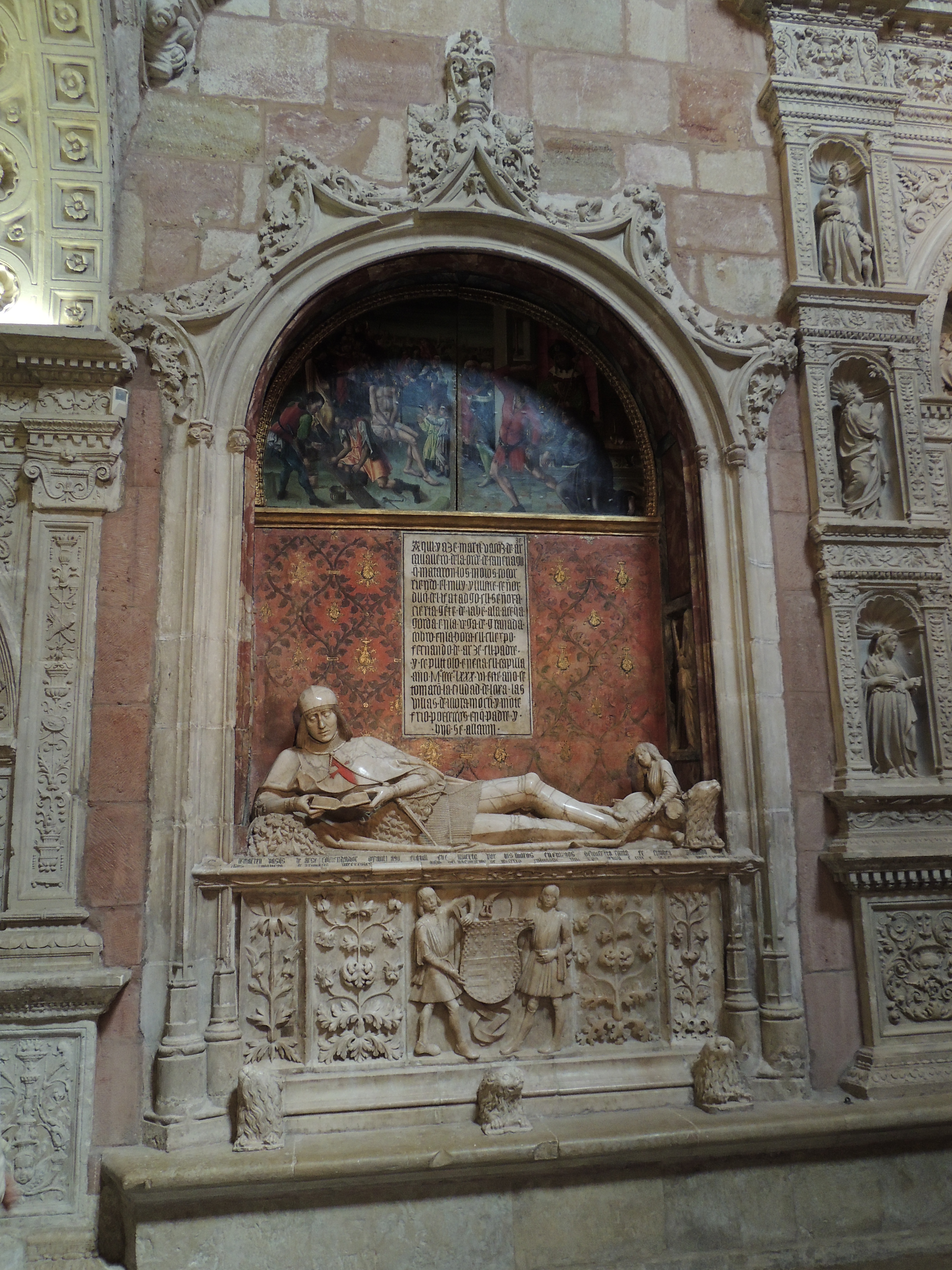
Tomba di Martín Vázquez de Arce, el Doncel de Sigüenza morto a Granada nel luglio del 1486.

Approfittando delle lotte intestine tra padre e figlio, che proseguivano nel sultanato, Ferdinando e i suoi comandanti conquistarono città e fortezze nei dintorni di Granada. Tra il 1483 ed il 1487 caddero in mano castigliana, Zahara, Álora, Setenil, Cártama, Coin, Ronda (maggio del 1485), Marbella (senza combattere), Loja (maggio del 1486, con l'uso decisivo della artiglieria pesante), buona parte delle fortezze della Vega de Granada (fortezze di Íllora, Moclín, Montefrío e Colomera), e sulla costa Vélez-Málaga e finalmente Malaga (7 maggio del 1487).
Nel frattempo Muley Hacen era morto (1485) ed aveva nominato suo successore, non il figlio, Boabdil, ma il fratello, al-Zaghal, per cui la guerra civile continuò tra zio e nipote. Boabdil fu messo in difficoltà ed una volta dovette rifugiarsi presso i Re Cattolici, che lo fecero prigioniero e poi lo liberarono.

#### Ultimi anni di guerra

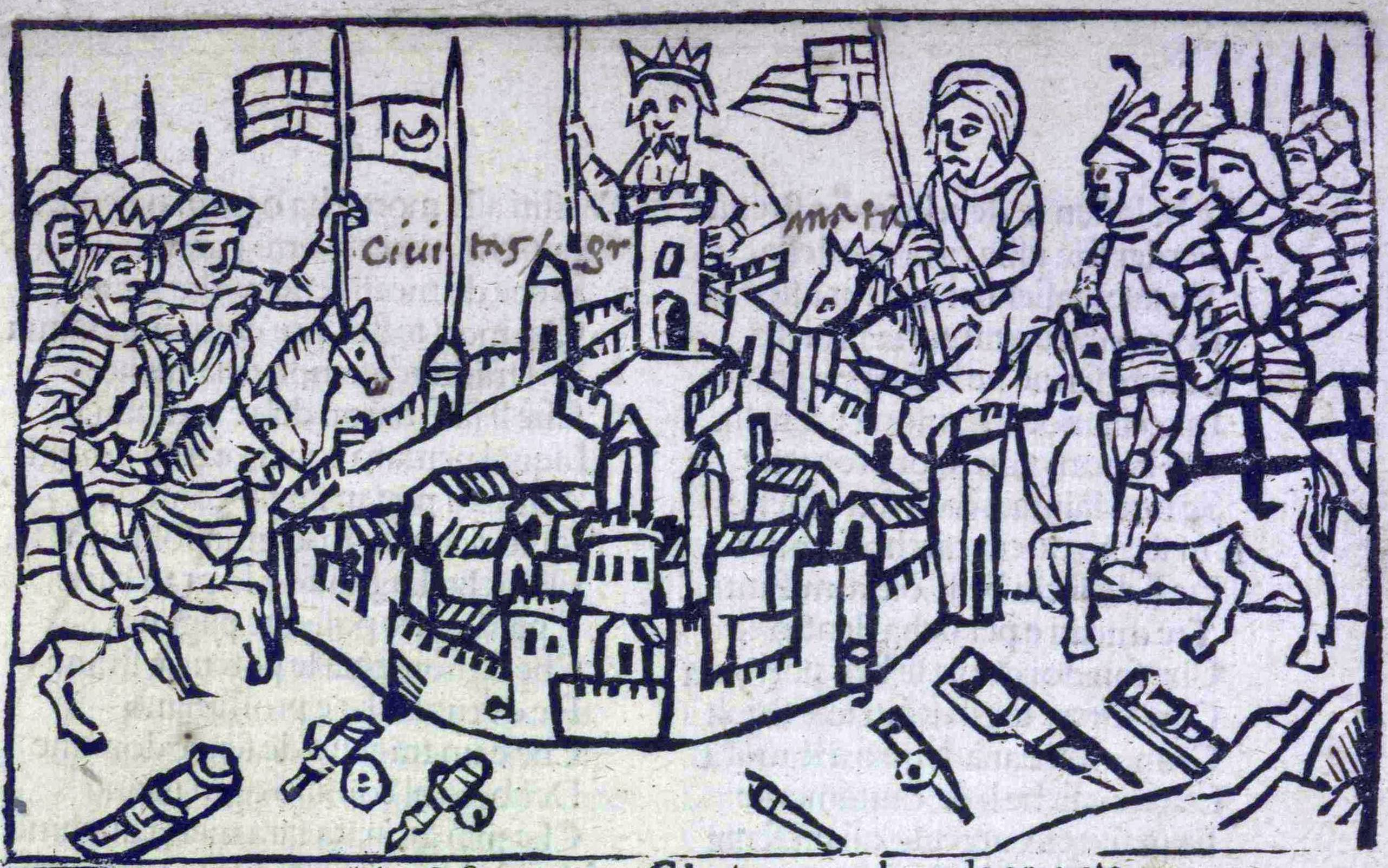
Rappresentazione di assedio in Storia di Granada, 1492

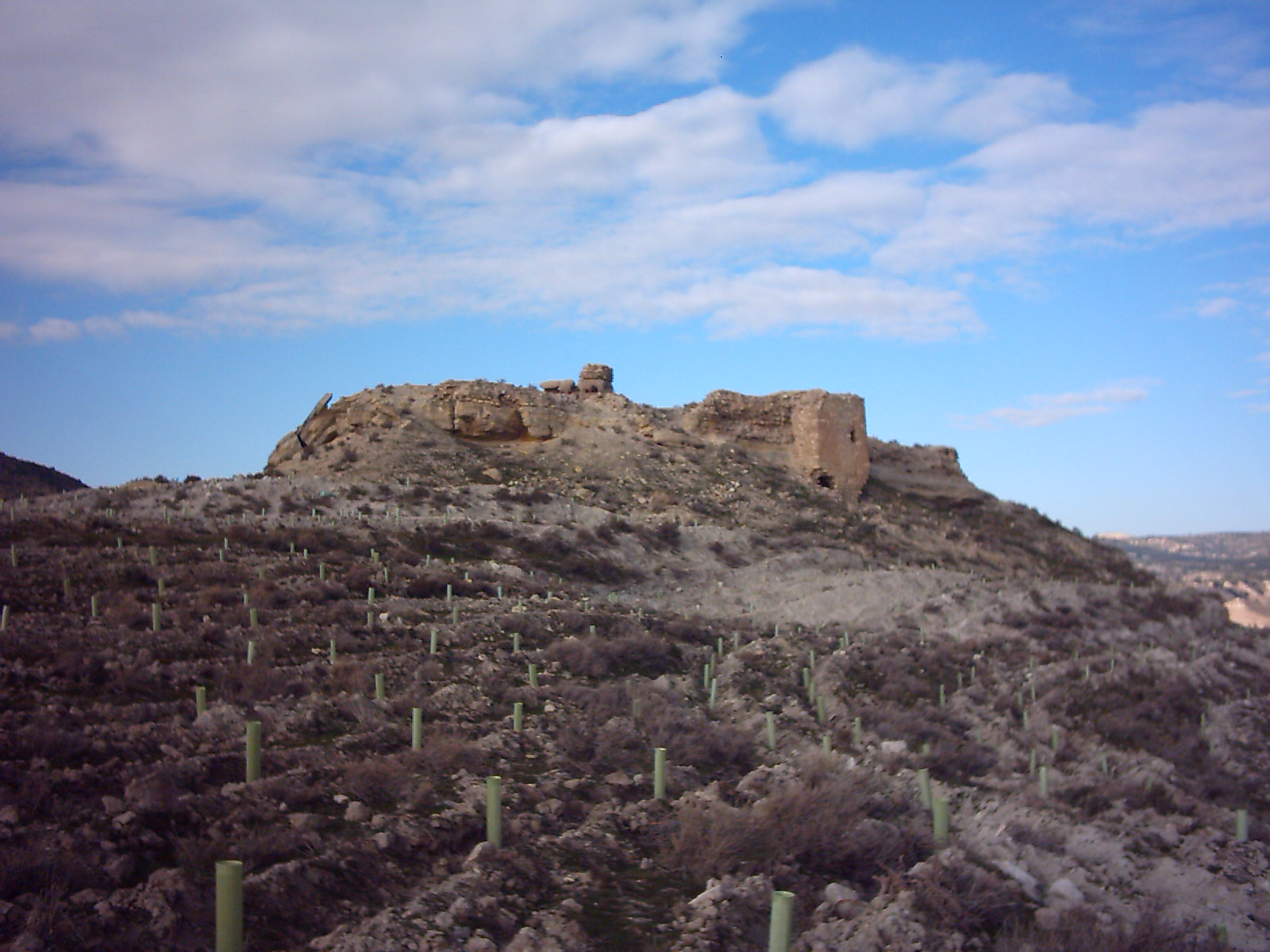
Castello di Benzalema, a Baza.

Nel 1487, Boabdil, che pur di mantenere il trono era troppo accondiscendente e sottomesso ai Re Cattolici, perse l'appoggio della gran parte dei suoi sudditi che si strinsero attorno a suo zio, al-Zaghal, che guidava di persona, con mirabile coraggio la resistenza, per cui a Boabdil rimase praticamente la sola città di Granada.
Nel 1488 la guerra perse di intensità sia per la peste che imperversò in Andalusia, sia perché Ferdinando era occupato nella convocazione delle cortes Catalane e aragonesi ed infine per problemi sorti con il regno di Navarra, dove erano sorti contrasti con la regina madre, Maddalena di Francia (reggente di Navarra). Comunque al-Zaghal liberò Almería dall'assedio e respinse gli assedianti.

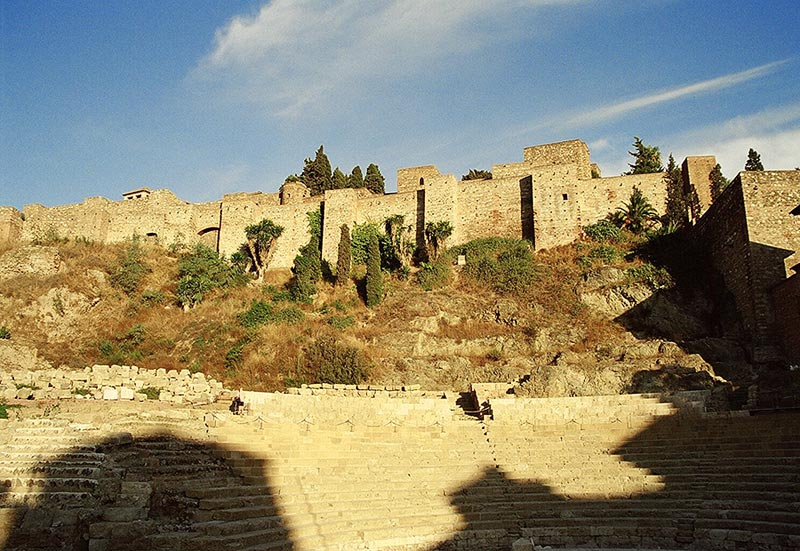
La fortezza musulmana alcazaba di Malaga, sul monte Gibralfaro, sopra l'antico teatro romano.

Nel 1489, trasferita la base operativa a Murcia, Ferdinando iniziò ad occupare le località meno difese del nord-est del regno di Granada, Vera, Vélez-Blanco e Vélez-Rubio per poi rimettere l'assedio ad Almería e Baza, fortezza che difendeva il quartier generale di al-Zaghal a Guadix. Il 1489 forse fu l'anno più duro della guerra e la regina Isabella arrivò a vendere i suoi gioielli personali, per continuare a finanziare le operazioni militari, col risultato che finalmente Baza cadde nel dicembre del 1489 e poco dopo cadde Almería (1490) e subito dopo caddero Guadix, Almuñécar e Salobreña, che portò alla resa di al-Zaghal con la conseguente cessione della parte orientale del regno di Granada, da lui controllata.

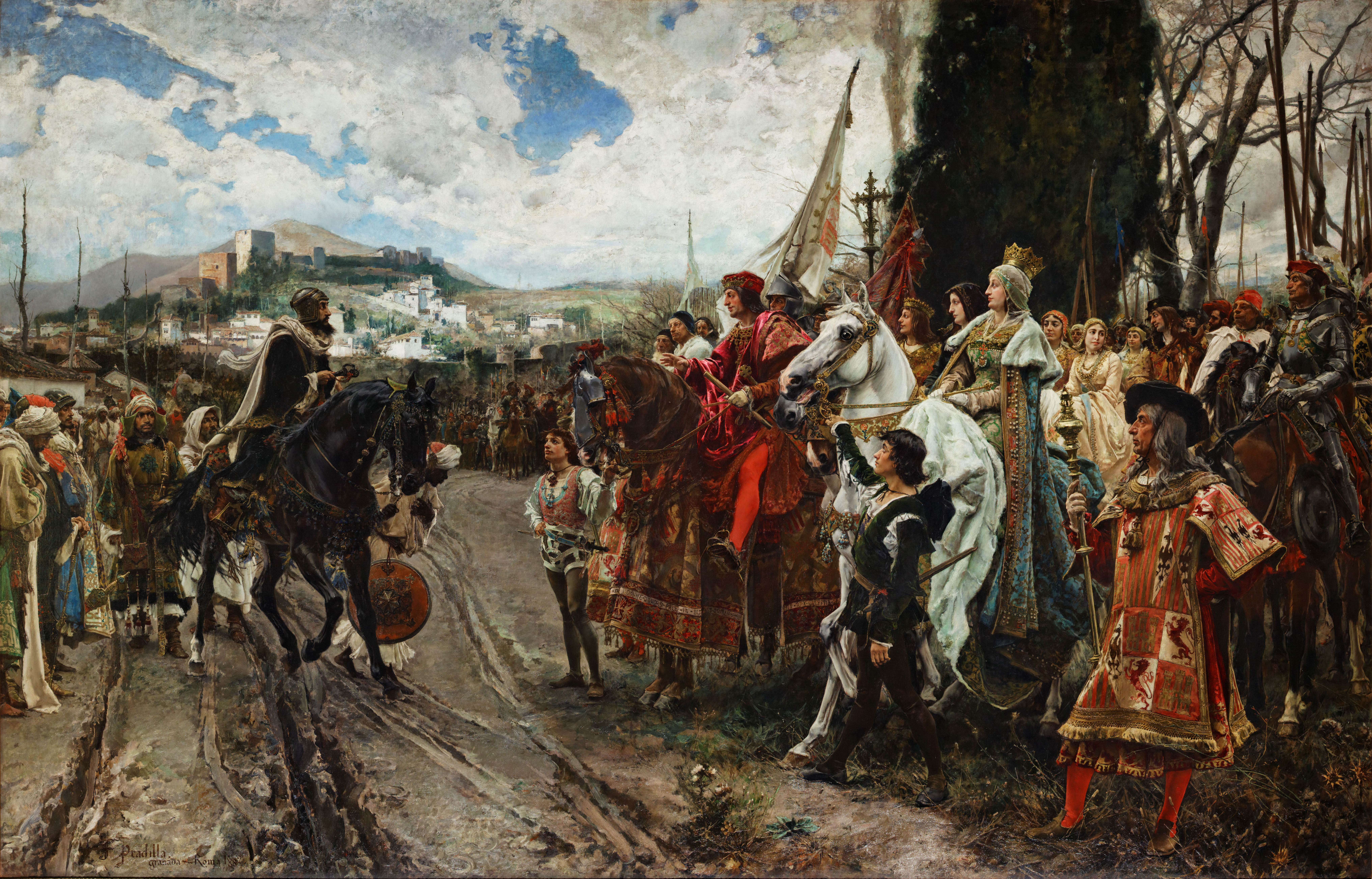
La resa di Granada di Francisco Pradilla Ortiz

Rimaneva solo Granada, dove Boabdil, come più volte aveva promesso, non si decideva ad aprire le porte della città, allora i Re Cattolici misero il campo vicino alle mura della città che fu assediata. Nel 1491 l'accampamento dei Re Cattolici andò a fuoco per cui fu deciso di costruire un nuovo accampamento cintato (sul modello romano), che fu chiamato, Santa Fe. Prima della fine dell'anno si aprirono negoziati per trattare la resa; l'accordo con Boabdil fu raggiunto dal futuro el Gran Capitán, Gonzalo Fernández de Córdoba il 25 novembre del 1491 (Trattato di Granada) e prevedeva due mesi di tempo per la consegna della città, che fu consegnata prima del previsto, il 2 gennaio del 1492.
La guerra era finita e la reconquista completata. Il regno di Granada venne mantenuto regno separato sottoposto al regno di Castiglia ed i Re Cattolici si impegnarono a garantire le persone (Mudéjar) ed i beni dei musulmani che volevano rimanere a Granada, mentre tutti quelli che volevano partire, potevano farlo portandosi dietro tutte le loro proprietà; mantenimento della legge e della religione coranica e liberazione di tutti i prigionieri di guerra.

### Trattamento deimudejarese deimoriscos
Tutta una serie di leggi "pragmatiche" passò a regolare la vita della popolazione mora a partire dalle Capitolazioni della resa di Granada del 28 novembre 1491, molto garantiste dei diritti (infatti permettevano largamente la continuità della religione e del modo di vivere dei mori di Granada). Queste furono applicate fino al 1499, quando la politica di accondiscendenza di Fra' Hernando de Talavera fu sostituita dalla mano pesante di Francisco Jiménez de Cisneros.
Il cardinale, che ricopriva un importante incarico nel patrocinio delle lettere e dell'insegnamento, pare anche andando oltre le disposizioni reali, cercò in tutti i modi di diffondere il cristianesimo tra le popolazioni musulmane, col solo esito di far sollevare i musulmani di Cordova e delle zone limitrofe (come Baza, Guadix e Ronda). La rivolta arrivò anche ad Almería, quest'ultima nel regno di Granada e dunque soggetta al regime di garanzie (che non riguardavano gli altri possedimenti della Corona di Spagna).
Il cardinale Cisneros giustificò così l'adozione della mano pesante anche nel regno di Granada, e questo fu l'inizio della fine per l'applicazione delle garanzie previste nelle Capitolazioni di resa di Granada.
La legge "Pragmática" del 20 luglio 1501, oltre ad un ordine di conversione forzata, proibiva che i mori castigliani (ossia, gli arabi mudéjares non convertiti al cristianesimo esistenti in altri regni regionali appartenenti alla Corona di Castiglia) entrassero nel regno di Granada (ove avrebbero trovato le garanzie ultra favorevoli della Capitolazione di Granada).
A partire dal 1502 il primo decreto sulla conversione iniziò ad esser messo in pratica seppur molto lentamente in tutto il regno compresi i Paesi Baschi, ma non fu osservato nel regno d'Aragona, dove il re Ferdinando II impedì all'inquisizione di imporre ai musulmani di cambiare religione.
I musulmani che rimasero e cambiarono religione furono chiamati moriscos.
Con una nuova legge "Pragmatica" del 1516, Cisneros, allora reggente di Castiglia, cercò di forzare i discendenti dei musulmani di Navarra ad abbandonare il loro usi e costumi, anche se non con effetto immediato, ma concedendo qualche decennio di sospensione.
Lo stesso valse per il rinnovo dello stesso divieto nel 1526 per il regno di Aragona.
Dopo la rivolta o guerra degli Alpujarras (regione montuosa ad Est di Granada; 1568 - 1571) fu emessa un'ultima legge di conversione, incoraggiante effettivamente l'espulsione dei musulmani che non volevano convertirsi. Fu emessa nel 1609 ed entrò in vigore dal 1610, ma gli ultimi musulmani lasciarono la Spagna solo dopo il 1640.
L'inquisizione spagnola si occupò abbastanza raramente dei moriscos (arabi battezzati), ma fissò la sua attenzione quasi ossessiva sui marrani, ossia gli ebrei battezzati. I moriscos erano in maggioranza agricoltori che poco si mescolavano alla vita urbana a differenza dei marrani. I moriscos mantennero molto a lungo costumi e stili di vita visibilmente diversi dalla maggioranza, ma proprio per questo non preoccupavano la popolazione, né suscitavano grandi gelosie.
I marrani, invece (ovvero gli spagnoli di origine ebraica), mantenevano segrete le loro nostalgie verso le origini e vivevano in mezzo alla maggioranza cercando anche di affermarsi socialmente ed economicamente e questo acuiva le gelosie dei concorrenti ad incarichi statali di prestigio o a professioni importanti. Da ciò le reazioni persecutorie estreme.